# 안양동
안양동(安養洞)은 경기도 안양시 만안구의 법정동이다.

## 역사
- 1895년 조선 고종 : 과천군에서 시흥군 시흥현으로 행정 구역 변경
- 1914년 3월 1일 : 시흥군 서이면 안양리
- 1941년 10월 1일 : 시흥군 안양면 안양리로 개칭
- 1949년 8월 15일 : 시흥군 안양읍 안양리 (면에서 읍으로 승격)
- 1964년 1월 1일 : 안양읍 안양1리와 안양5리
- 1973년 7월 1일 : 안양시 안양1동 (안양읍이 시로 승격)
- 1979년 4월 28일 : 안양시 안양6동을 안양6동과 안양7동으로 분할
- 1985년 11월 5일 : 안양시 안양6동을 안양6동과 안양8동으로 분할
- 1989년 5월 1일 : 안양시 안양1동(만안출장소 설치)
- 1992년 10월 1일 : 안양시 만안구 안양1동(만안구 승격)
- 1994년 7월 1일 : 안양3동에서 안양9동 분동

## 교육
- 안양대학교
- 안양과학대학
- 성문고등학교
- 양명고등학교
- 안양외국어고등학교
- 안양예술고등학교
- 안양여자상업고등학교
- 안양공업고등학교
- 안일초등학교
- 안양서초등학교

## 주요 아파트
| 단지명                  | 건설사                        | 시행사                                    | 주소                       | 입주        | 비고                        |
| ----------------------- | ----------------------------- | ----------------------------------------- | -------------------------- | ----------- | --------------------------- |
| 수리산 현대홈타운       | 현대건설                      | 현대건설                                  |                            | 2001년 10월 |                             |
| 수리산 힐스테이트       | 현대건설                      | 현대건설                                  | 만안구 창박로 38           | 2006년 10월 |                             |
| 안양역 푸르지오 더샵    | 포스코이앤씨 대우건설         | 안양1동 진흥아파트 주택재건축정비사업조합 | 만안구 안양천서로 249      | 2024년 10월 | 안양진흥 재건축             |
| 안양 두산위브 더 아티움 | 두산건설                      | 삼영아파트주변지구 주택재개발정비사업조합 | 만안구 예술공원로 51       | 2023년 1월  | 삼영아파트주변지구 재개발   |
| 아르테자이              | 지에스건설㈜                  | 예술공원주변지구 주택재개발정비사업조합   | 만안구 경수대로1166번길 10 | 2023년 4월  | 예술공원입구주변자구 재개발 |
| 안양 씨엘포레자이       | 지에스건설㈜                  | 소곡지구 주택재개발정비사업조합           | 만안구 소곡로 78           | 2021년 2월  | 소곡지구 재개발             |
| 안양자이 헤리티온       | 지에스건설㈜                  | 상록지구 주택재개발정비사업조합           |                            |             | 상록지구 재개발             |
| 안양 삼성래미안         | 삼성물산㈜ 건설부문           | 삼성물산㈜ 건설부문                       | 만안구 안양천서로 311      |             |                             |
| 안양뜨란채              | ㈜학산건설 ㈜고속도로관리공단 | 대한주택공사                              |                            | 2004년 11월 |                             |

## 교통
- 안양역
- 명학역
- 경수산업도로
- 수도권제1순환고속도로